# Lawrence Lessig
Lawrence Lessig (Dakota del Sur, 3 de junio de 1961) es un abogado y académico estadounidense especializado en derecho informático, fundador del Centro para Internet y la Sociedad en la Universidad de Stanford, y creador e impulsor de la iniciativa Creative Commons.
Lessig es un reconocido crítico de los derechos de autor. Su libro Cultura libre, defiende un modelo de flexibilización de los derechos de autor como nuevo paradigma para el desarrollo cultural y científico desde Internet, apoyándose en el movimiento del software libre de Richard Stallman. 
En la iCommons iSummit 07 Lessig anunció que abandonaría su dedicación a los temas de propiedad intelectual para concentrarse en los problemas de corrupción en el sistema político de los Estados Unidos, para lo que creó un wiki —“The Lessig Wiki”— en el que anima a cualquier persona a que describa casos de corrupción.
Fue precandidato a las elecciones presidenciales de Estados Unidos de 2016 por el Partido Demócrata. Su campaña se centró en llamar a una reforma electoral y poner fin a la corrupción en el financiamiento de campañas políticas.

## Biografía
Lessig cursó sus estudios en la Universidad de Pensilvania, en Trinity College (Cambridge) y en la Universidad de Yale. Es profesor de Derecho en la Universidad Harvard y en la Universidad de Chicago. Aunque se le considera liberal progresista, fue asistente de los jueces Richard Posner y Antonin Scalia, ambos considerados jueces conservadores.
En 2002 recibió la mención de Reconocimiento por el Avance del Software Libre de la Free Software Foundation (FSF). El 28 de marzo de 2004 fue elegido miembro del Consejo de Administración de la FSF. En 2006, fue seleccionado por la Academia Americana de las Artes y las Ciencias. Ese mismo año se unió a la junta de asesores del Proyecto Universo Digital.
Es actual presidente de Creative Commons, miembro del Consejo de la Electronic Frontier Foundation y miembro de la Junta Directiva del Software Freedom Law Center, creado en febrero de 2005.

## Activismo

### "El código es la ley"
En informática, "código" típicamente se refiere al texto de un programa de computadora (el código fuente). En la ley, "código" puede referirse a los textos que constituyen la ley estatutaria. En su libro Code and Other Laws of Cyberspace, Lessig explora las formas en que el código en ambos sentidos pueden ser instrumentos para el control social, lo que lleva a su máxima de que "El código es la ley". Lessig más tarde actualizó su trabajo con el fin de mantenerse al día con las opiniones prevalecientes de la época y publicó el libro, Código: versión 2.0 en diciembre de 2006.

### Cultura libre
Lessig es un reconocido crítico de los derechos de autor y las extensiones de su duración que se fueron ratificando en tratados internacionales. Propuso el concepto de cultura libre, compatible con el software libre y el espectro abierto. En su exposición en la O'Reilly Open Source Convention de 2002, cuestionó las patentes de software y las amenazas crecientes que estas representan para el software libre, el código abierto y la innovación. En 2006 brindó una conferencia sobre la ética del movimiento de cultura libre en congreso internacional de Wikimania. Tal como destaca en su libro Cultura Libre:   
En toda nuestra historia nunca ha habido un momento como hoy en que una parte tan grande de nuestra “cultura” fuera “propiedad” de alguien. Y sin embargo, jamás ha habido un momento en el que la concentración de poder para controlar los usos de la cultura se haya aceptado con menos preguntas que como ocurre hoy día. La pregunta, difícil, es: ¿por qué? ¿Es porque hemos llegado a aceptar la verdad sobre el valor y la importancia de la propiedad absoluta sobre las ideas y la cultura?
En el prólogo al proyecto de libro Freesouls, Lessig realiza un argumento en favor de los artistas aficionados en el mundo de las tecnologías digitales: "hay una clase diferente de creadores amateurs que las tecnologías digitales han permitido, y otro tipo de creatividad ha surgido como consecuencia".

### Neutralidad de la Red
Lessig es conocido por ser un partidario de la neutralidad de la red. En 2006 declaró ante el Senado de los EE. UU. en favor de ratificar las cuatro libertades en Internet enunciadas por Michael Powell. Se pronunció asimismo por agregar una restricción al acceso-escalonado, esto es, la capacidad de los ISP de otorgar una prioridad de tráfico a sitios web propios, asociados, o que han pagado un extra por el servicio. La razón es que Internet, bajo un diseño neutro de extremo-a-extremo, es una plataforma invaluable para la innovación. El beneficio económico de la innovación se vería amenazado si las grandes corporaciones pudieran comprar un servicio más rápido, en detrimento de empresas con menos capital.
El tema particular en discusión actualmente es si los dueños de las redes, que son cada vez menos a medida que ha aumentado el alcance de nuestras redes y ha crecido el poder monopolista de las redes, tendrán el poder de hacer melindres en escoger qué contenido y qué aplicaciones se ejecutan en su red. La manera como fue edificada originalmente la red Internet, fue hecha de tal manera que los dueños de la red no tendrían un poder semejante, ningún control semejante, porque estaba edificada para que diera todo el poder a la gente al borde de la red, gente que utiliza la red. Pero lo que han hecho es construir tecnologías en el centro de la red para darles la capacidad de decidir qué clase de paquetes o qué tipo de aplicaciones funcionan y qué tipos no lo hacen, qué mensajes les gustan, cuáles no.
Sin embargo, Lessig ha apoyado la idea de permitir a los ISP ofrecer a los consumidores la opción de diferentes niveles de servicio a diferentes precios.

### Derecho de Copyleft
Lessig es un defensor del concepto de copyleft creado por Richard Stallman, conocido activista del software libre. Considera las leyes de copyright como una forma de restringir los derechos de crear y redistribuir copias de un trabajo propio. El copyleft se basa en el concepto de que todo usuario de una obra artística pueda utilizarla, modificarla o redistribuirla de la manera original o en sus versiones derivadas. 
Lessig considera que, con las leyes que limitan el acceso a la cultura y a la creatividad, estamos pasando de una cultura de lectura-escritura a una cultura de sólo lectura. Esto representa un retroceso, que frena la innovación y la evolución tecnológica. La cultura ha de ser renovada constantemente, una vez asimilada, ha de poder volver a ser escrita y reescrita. En su discurso Lessig ha hablado en numerosas ocasiones de la piratería y no la defiende en ningún momento, sólo defiende a aquellas personas que copian contenidos para volver a reeditarlos de nuevo y hacer nuevas creaciones artísticas. Hoy en día cualquier persona con acceso a un ordenador puede tomar imágenes, sonidos y cualquier muestra cultural de su entorno para poder decir las cosas de una manera diferente, lo cual mutiplica las posibilidades de creación. 
Lessig ha reflexionado sobre el acceso y la copia de cultura en Internet. Según su opinión, Internet ha ayudado a aumentar la creatividad, ya que ahora es más sencillo mostrar las obras creativas al gran público. Pekka Himanen, un filósofo finlandés, escribió un libro en 2001 titulado La ética del hacker y el espíritu de la era de la información, donde expuso la idea de que la pasión creativa, la curiosidad y la diversión son grandes motores de innovación que van más allá del dinero.

### Crítica a las leyes de derechos de autor
Lessig ha criticado las leyes de derechos de autor en numerosas ocasiones. Su conferencia TED se centró en las Leyes que ahogan a la creatividad. Lessig sostiene que las leyes de derechos de autor sólo regulan aquello llamado copia y no consideran que algunas de estas copias se han hecho para la reedición. No todo el mundo que toma una creación artística la quiere para ganar dinero con ella, sino que puede que la quiera para inspirarse a hacer más creaciones. El artículo 27.2 de la Declaración Universal de los Derechos Humanos de las Naciones Unidas dice que toda persona tiene derecho a la protección de sus intereses morales y materiales que le correspondan por razón de producciones científicas, literarias o artísticas. Lessig no está en contra de este hecho pero tampoco está a favor de él ya que su filosofía está en contra de los radicalismos de cualquier tipo. Los pensamientos de Lessig se basan en que no se tiene que defender ni aquellos que quieren proteger todas las creaciones artísticas ni aquellos que todo lo quieren copiar y quieren tener acceso a todo en Internet. 
Al final del discurso en TED, Lessig expuso una propuesta de ley de derechos de autor que según él sería la correcta. Propuso la creación de empresas de lectura-escritura para que fluyera la ecología del contenido libre de aquellos autores que quisieran compartir sus obras con todo el mundo. No se ha de olvidar que antes la gente grababa también la música de la radio en cintas de casete y grababa contenidos televisivos y películas en vídeo, así que la piratería no es un hecho que haya nacido hace poco, como afirman muchos expertos. Según Lessig, es imposible evitar la copia de arte pero no se ha de ver este hecho como malo sino como una oportunidad.

## Obras
- Código, y otras leyes del ciberespacio (2001)
- The Future of Ideas (2001)
- Cultura libre. Cómo los grandes medios usan la tecnología y las leyes para encerrar la cultura y controlar la creatividad (2004)
- El código 2.0 (2006)
- Remix. Cultura de la remezcla y derechos de autor en el entorno digital (2008)
- Republic, Lost: How Money Corrupts Congress—and a Plan to Stop It (2011)
- One Way Forward: The Outsider's Guide to Fixing the Republic (2012)
- Lesterland: The Corruption of Congress and How to End It (2013)
- Republic, Lost: The Corruption of Equality and the Steps to End It (2015)